# Kabinett Dreyer III
Das Kabinett Dreyer III war vom 18. Mai 2021 bis zum 10. Juli 2024 die Landesregierung von Rheinland-Pfalz. Der Landtag wählte Malu Dreyer in seiner konstituierenden Sitzung nach der Landtagswahl erneut zur Ministerpräsidentin. Anschließend wurde das Kabinett von Dreyer ernannt und im Landtag vereidigt und bestätigt. Das Kabinett Dreyer III löste das Kabinett Dreyer II ab. Am 10. Juli 2024 wurde es nach dem Rücktritt von Ministerpräsidentin Dreyer vom Kabinett Schweitzer abgelöst.
Das Kabinett wurde wie die Vorgänger- Nachfolgeregierung von einer Ampelkoalition gestellt. Die drei Koalitionspartner SPD, Grüne und FDP hatten dem Koalitionsvertrag auf ihren jeweiligen Parteitagen am 6. Mai 2021 zugestimmt.

## Abstimmung im Landtag Rheinland-Pfalz
| Wahlgang                                                                                   | Kandidatin        | Kandidatin        | Stimmen    | Stimmenzahl | Anteil (abgegebene Stimmen) | Unterstützer | Unterstützer | Unterstützer | Unterstützer    |
| ------------------------------------------------------------------------------------------ | ----------------- | ----------------- | ---------- | ----------- | --------------------------- | ------------ | ------------ | ------------ | --------------- |
| 1. Wahlgang                                                                                |                   | Malu Dreyer (SPD) | Ja-Stimmen | 55          | 54,5 %                      |              |              |              | SPD, Grüne, FDP |
| 1. Wahlgang                                                                                | Nein-Stimmen      | Malu Dreyer (SPD) | 46         | 45,5 %      |                             |              |              |              | SPD, Grüne, FDP |
| 1. Wahlgang                                                                                | Enthaltungen      | Malu Dreyer (SPD) | 0          | 0,0 %       |                             |              |              |              | SPD, Grüne, FDP |
| 1. Wahlgang                                                                                | Ungültige Stimmen | Malu Dreyer (SPD) | 0          | 0,0 %       |                             |              |              |              | SPD, Grüne, FDP |
| 1. Wahlgang                                                                                | Nichtteilnahme    | Malu Dreyer (SPD) | 0          | 0,0 %       |                             |              |              |              | SPD, Grüne, FDP |
| Damit wurde Malu Dreyer wieder zur Ministerpräsidentin des Landes Rheinland-Pfalz gewählt. |                   |                   |            |             |                             |              |              |              |                 |

## Landesregierung
| Amt/Ressort                                                       | Foto                                                                                       | Name                                                     | Partei                               | Partei                            | Staatssekretäre                       | Partei          | Partei          |
| ----------------------------------------------------------------- | ------------------------------------------------------------------------------------------ | -------------------------------------------------------- | ------------------------------------ | --------------------------------- | ------------------------------------- | --------------- | --------------- |
| Ministerpräsidentin Staatskanzlei                                 |                                                                                            | Malu Dreyer                                              |                                      | SPD                               | Fabian Kirsch, Chef der Staatskanzlei |                 | SPD             |
| Ministerpräsidentin Staatskanzlei                                 | Heike Raab, Bevollmächtigte beim Bund und für Europa, Medien, Digitales und Nachhaltigkeit | Malu Dreyer                                              | SPD                                  | SPD                               |                                       |                 |                 |
| Stellvertreterin der Ministerpräsidentin                          |                                                                                            | Anne Spiegel (bis 7. Dezember 2021)                      |                                      | B’90/Die Grünen                   |                                       |                 |                 |
| Stellvertreterin der Ministerpräsidentin                          | Katharina Binz (ab 15. Dezember 2021)                                                      |                                                          |                                      | B’90/Die Grünen                   |                                       |                 |                 |
| Ministerin für Familie, Frauen, Kultur und Integration            | Katharina Binz                                                                             |                                                          | B’90/Die Grünen                      | David Profit (bis 24. April 2023) |                                       | B’90/Die Grünen |                 |
| Ministerin für Familie, Frauen, Kultur und Integration            | Katharina Binz                                                                             | Janosch Littig (ab 25. April 2023)                       | B’90/Die Grünen                      |                                   |                                       | B’90/Die Grünen |                 |
| Ministerin für Familie, Frauen, Kultur und Integration            | Katharina Binz                                                                             | Jürgen Hardeck                                           | B’90/Die Grünen                      |                                   | parteilos                             |                 |                 |
| Ministerin für Wirtschaft, Verkehr, Landwirtschaft und Weinbau    |                                                                                            | Daniela Schmitt                                          |                                      | FDP                               | Andy Becht                            |                 | FDP             |
| Ministerin für Wirtschaft, Verkehr, Landwirtschaft und Weinbau    | Petra Dick-Walther                                                                         | Daniela Schmitt                                          |                                      | FDP                               |                                       |                 | FDP             |
| Ministerin der Finanzen                                           |                                                                                            | Doris Ahnen                                              |                                      | SPD                               | Stephan Weinberg                      |                 | SPD             |
| Minister der Justiz                                               |                                                                                            | Herbert Mertin                                           |                                      | FDP                               | Matthias Frey                         |                 | FDP             |
| Minister des Innern und für Sport                                 |                                                                                            | Roger Lewentz (bis 12. Oktober 2022)                     |                                      | SPD                               | Nicole Steingaß                       |                 | SPD             |
| Minister des Innern und für Sport                                 |                                                                                            | Michael Ebling (ab 13. Oktober 2022)                     | Randolf Stich (bis 8. November 2022) | SPD                               |                                       |                 | SPD             |
| Minister des Innern und für Sport                                 | Simone Schneider (ab 9. November 2022)                                                     | Michael Ebling (ab 13. Oktober 2022)                     |                                      | SPD                               |                                       |                 | SPD             |
| Ministerin für Bildung                                            |                                                                                            | Stefanie Hubig                                           | SPD                                  | Bettina Brück                     | SPD                                   |                 |                 |
| Minister für Arbeit, Soziales, Transformation und Digitalisierung |                                                                                            | Alexander Schweitzer                                     | SPD                                  | Fedor Ruhose                      | SPD                                   |                 |                 |
| Minister für Wissenschaft und Gesundheit                          |                                                                                            | Clemens Hoch                                             |                                      | SPD                               | Denis Alt                             |                 | SPD             |
| Ministerin für Klimaschutz, Umwelt, Energie und Mobilität         |                                                                                            | Anne Spiegel (bis 7. Dezember 2021)                      |                                      | B’90/Die Grünen                   | Erwin Manz                            |                 | B’90/Die Grünen |
| Ministerin für Klimaschutz, Umwelt, Energie und Mobilität         |                                                                                            | Katharina Binz (7. bis 15. Dezember 2021, kommissarisch) | Katrin Eder (bis 15. Dezember 2021)  | B’90/Die Grünen                   |                                       |                 | B’90/Die Grünen |
| Ministerin für Klimaschutz, Umwelt, Energie und Mobilität         |                                                                                            | Katrin Eder (ab 15. Dezember 2021)                       | Michael Hauer (ab 15. Dezember 2021) | B’90/Die Grünen                   |                                       |                 | B’90/Die Grünen |